# Ядвіга Мегоффер
Ядвіга Мегоффер, уроджена Радзім-Янаковська (нар. 1871 — 2 червня 1956, Краків, Польща) — польська художниця та колекціонерка, модель. Її чоловіком був Юзеф Мегоффер, видатний живописець, провідний представник польського символізму.

## Життєпис

### Родина і молодість
Народилася в сім'ї поміщицької шляхти з добрими зв'язками, хоча й дещо збіднілої, Антонія Павла та Кароліни, уродженої Позьомської (1851—1916) Радзім-Янаковських. Батько її матері, Збігнєв Позьомський, був родичем письменника Юзефа Конрада Корженьовського. Батьки виховували Ядвігу та її молодшу сестру Ванду (1873—1940) в мистецькому дусі. Обидві сестри закінчили навчання живопису в Мюнхені. Потім вони залишилися в Парижі, де в 1894 році познайомилися з художником Юзефом Мегоффером. Схоже, Мегоффера спочатку зацікавила красива та музична Ванда, але поступово його увагу привернув інтелект Ядвіги та її мистецькі інтереси й таланти. Того ж року Мегоффер написав своїй матері Альдоні Поліковській:
«У дівчат в голові перевернута стара держава. Тато розтратив свій стан і тепер хоче зробити зі своїх доньок художниць. Старша малює і вже була в Мюнхені, молодша співає і вчиться у Лампертової, бо більш відомого вчителя знайти не вдалося. До речі, ця місіс Ядвіга, яка малює, розумна, не така, як усі інші дівчата, але мати справу з нею втомливо, бо вона ніколи не сходить з п'єдесталу неординарності та оригінальності…» .
Незважаючи на початкові розбіжності, у наступні роки Ядвігу та Юзефа об'єднала тепла дружба та інтерес до мистецтва, який продовжився під час їхнього кількарічного перебування в Парижі. За більш-менш безпосередньої участі обох сестер Янаковських у той час було створено кілька значних картин Мегоффера, починаючи з чарівної «Дрібниці на каміні» (пол. Drobiazgów na kominku, 1895) — мотив паризької кімнати Ядвіги з характерним силуетом японського свічника у формі чаплі. Цю атмосферу створено в олійній картині «Розмова» (1896). Сцена показує друзів Мегоффера під час вечірньої зустрічі в паризькій квартирі Альфреда Носсіга, письменника і публіциста. Однак це не груповий портрет, а зображення людей всередині, що ведуть жваву розмову, відвернувшись від глядача. Ззаду привертає увагу струнка фігура стильної молодої жінки в бузковій блузі. Це Ванда Янаковська, героїня наступних двох полотен Мегоффера цього періоду — «Співачка» (1896) і «Муза» (1897). Поряд з нею, ліворуч, на спині тахти сидить Ядвіга, а праворуч — Ружа Носігова, трохи далі можна побачити господаря дому та Генрика Опєнського, композитора та музикознавця.

Сестри Янаковські вели активне громадське та інтелектуальне життя в Парижі, та продовжували систематично розвивати свої мистецькі здібності. Відомо, що Ядвіга, захоплена японською культурою, зібрала 50 японських гравюр на дереві та 3 керамічні статуетки японських жінок того часу. І гравюри на дереві, і фігурки, і свічник, зображені в Дрібниці на каміні, згодом стали прикрасою наступних краківських помешкань художника та його дружини, нагадуючи атмосферу та захоплення їхніх паризьких років.

Ядвіга та Ванда Янаковські на картинах Мегоффера періоду його перебування в Парижі
Юзеф Мегоффер, Співачка (Ванда Янаковська), 1896, полотно, олія, Львівська галерея мистецтв
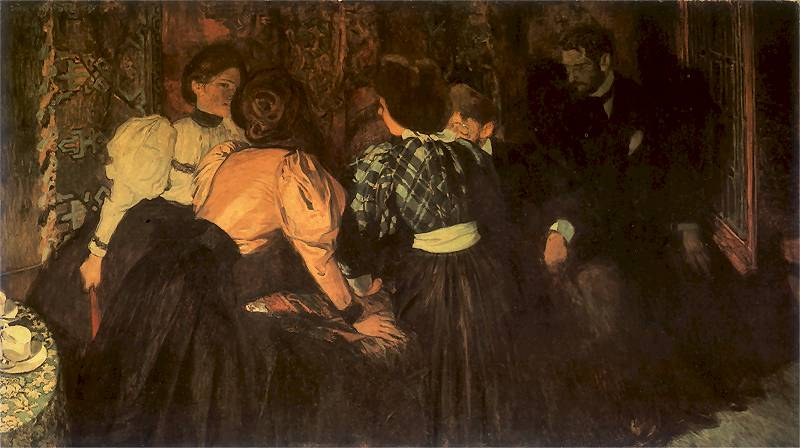
Юзеф Мегоффер, Розмова, 1896, полотно, олія, Львівська галерея мистецтв
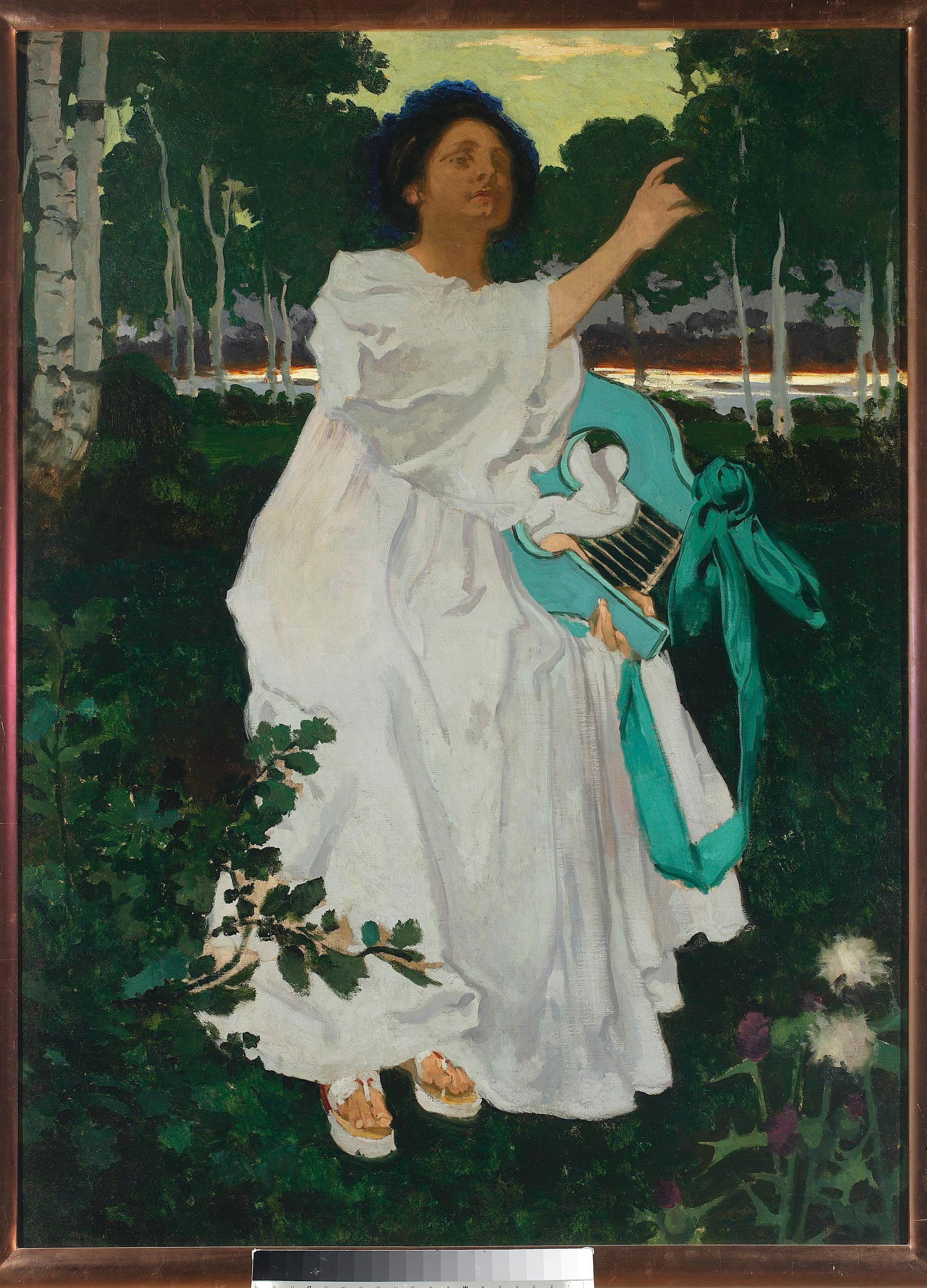
Юзеф Мегоффер, Муза (Ванда Янаковська), 1897, полотно, олія, Національний музей у Варшаві

## Шлюб
У 1899 році Ядвіга та Юзеф одружилися в Свиднику, тоді Угорщина. Через рік у Мегофферів народився перший і єдиний син Збігнєв. Життя подружжя було гармонійним. З часом Ядвіга стала незамінною супутницею Мегоффера, довіреною особою його творчих змагань і адресатом листів, які стали продовженням щоденника, написаного художником у 1891—1897 роках.

### Останні роки і смерть

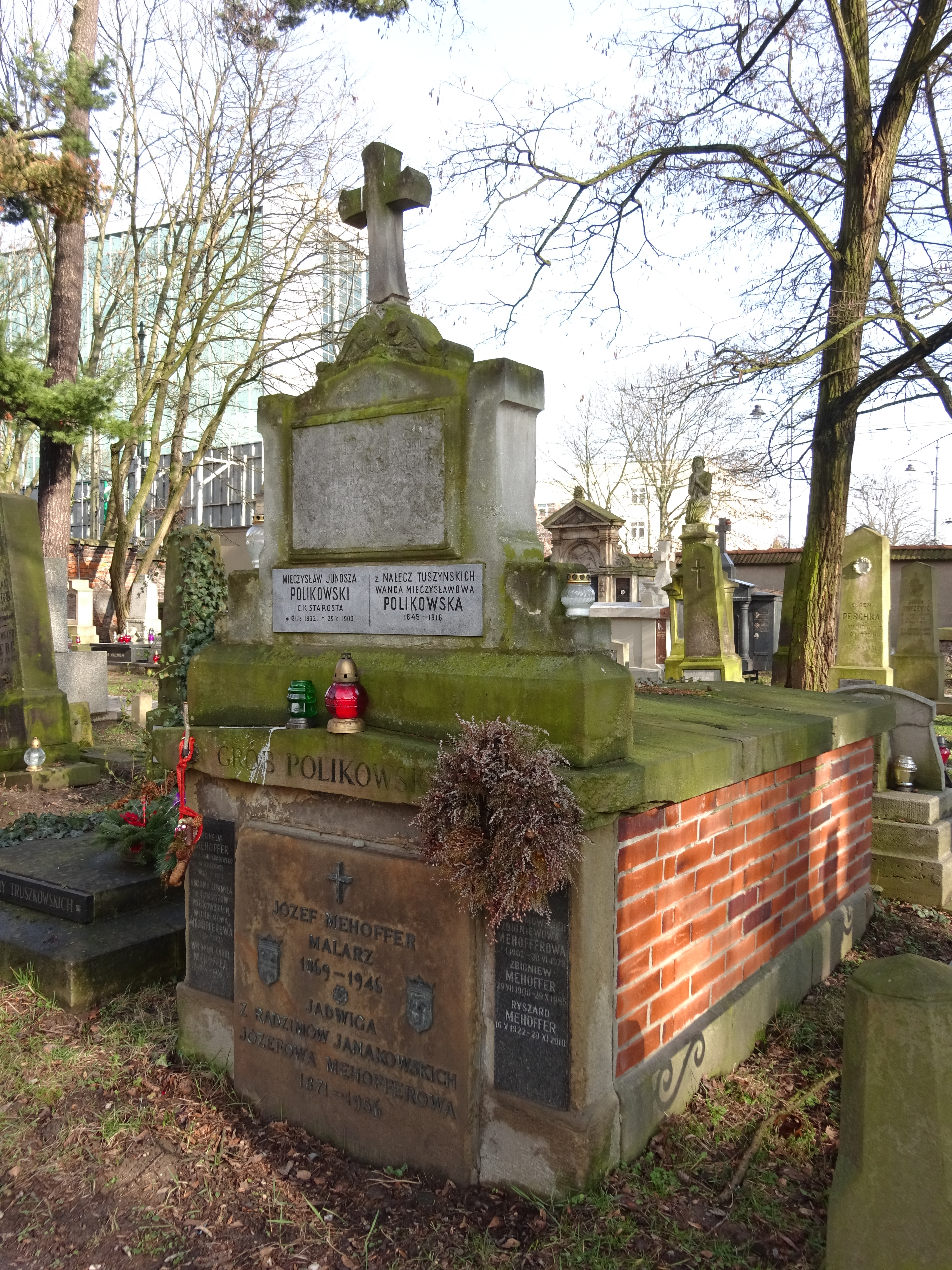
Могили Поліковських і Мегофферів на Раковицькому кладовищі в Кракові

Юзеф Мегоффер помер 8 липня 1946 року. Після смерті чоловіка Ядвіга Мегоффер опікувалася його спадщиною, зокрема: працювала над рукописом, присвяченим його творам під назвою «Розвиток творчої думки Юзефа Мегоффера». Нині рукопис знаходиться в колекції Бібліотеки Національного Інституту Оссолінських у Вроцлаві.
Ядвіга Мегоффер померла 2 червня 1956 у віці 85 років. Похована у родинній гробниці Поліковських і Мегофферів на Раковицькому цвинтарі в Кракові.

## У творчості чоловіка
Ядвіга Мегоффер була частою героїнею робіт свого чоловіка — вона позувала, зокрема, для однієї з його найвідоміших робіт, Дивний сад (пол. Dziwny Ogród), а також для серії портретів. Сам Мегоффер цінував стиль своєї дружини і ретельно документував її стилі на своїх картинах.

## Портрети Ядвіги Мегоффер, зроблені її чоловіком

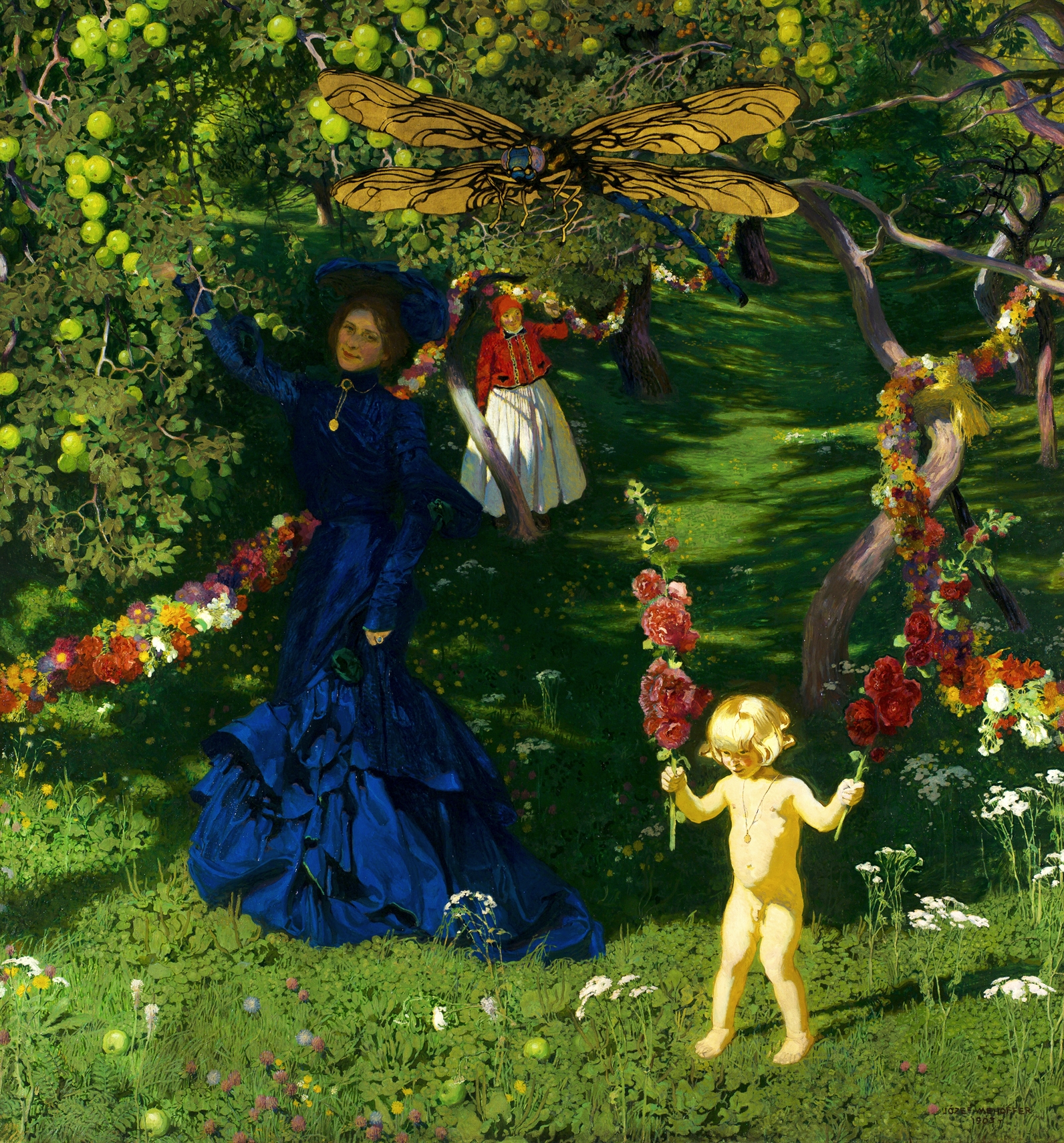
Юзеф Мегоффер, Дивний сад, 1903
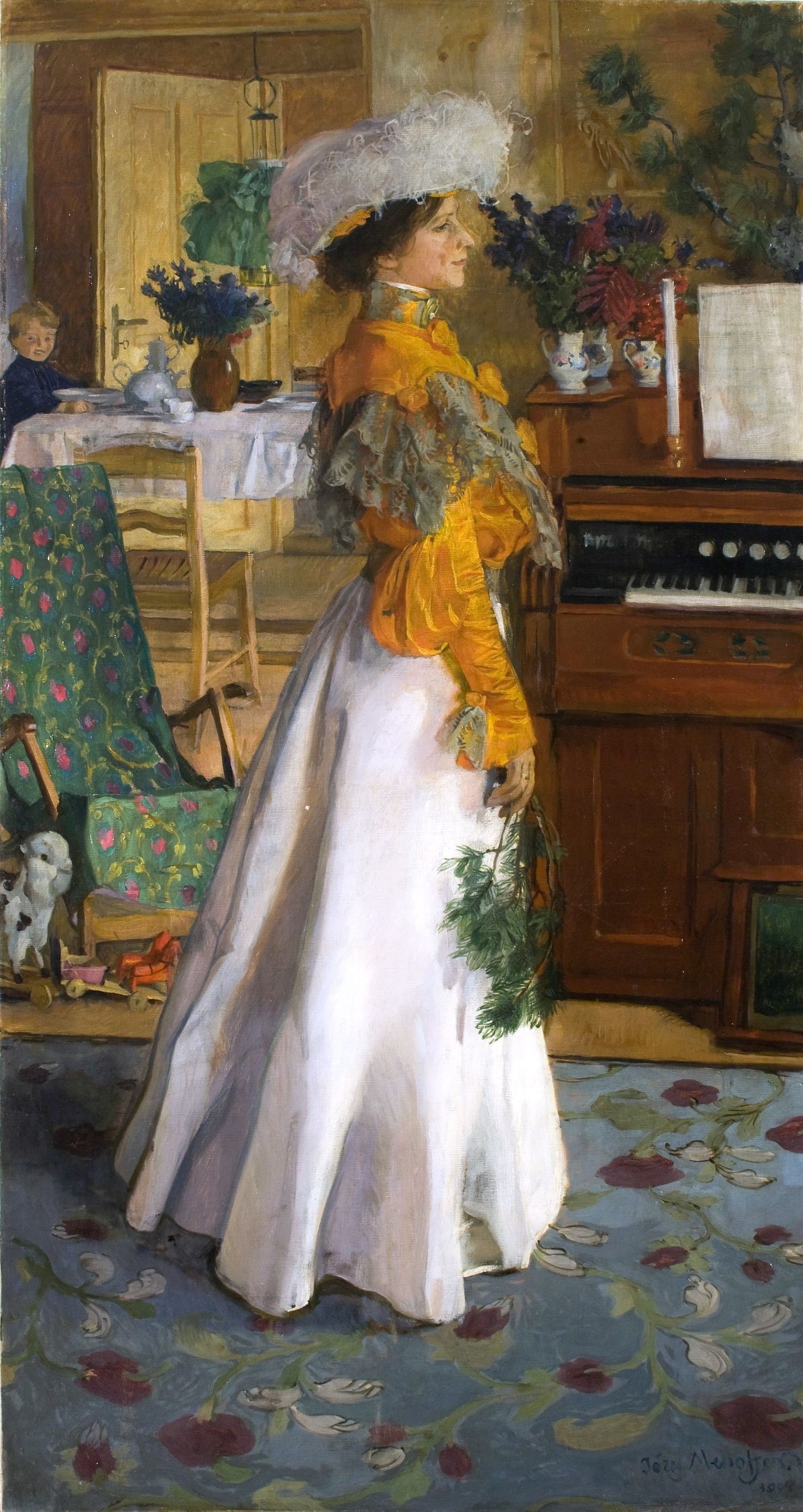
Юзеф Мегоффер, Портрет дружини (на літній квартирі), 1904
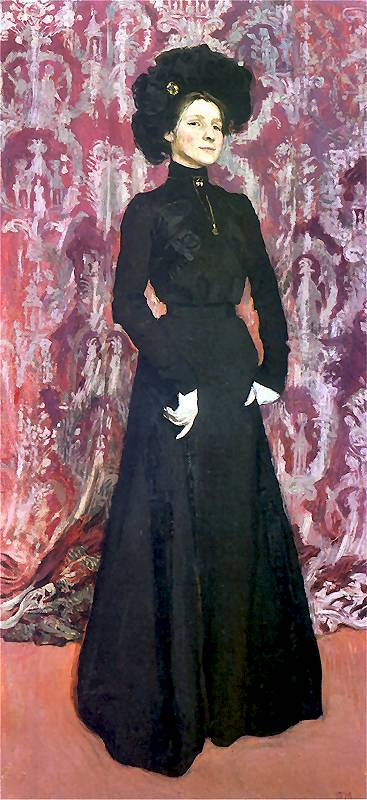
Юзеф Мегоффер, Портрет дружини (орнамент), 1904
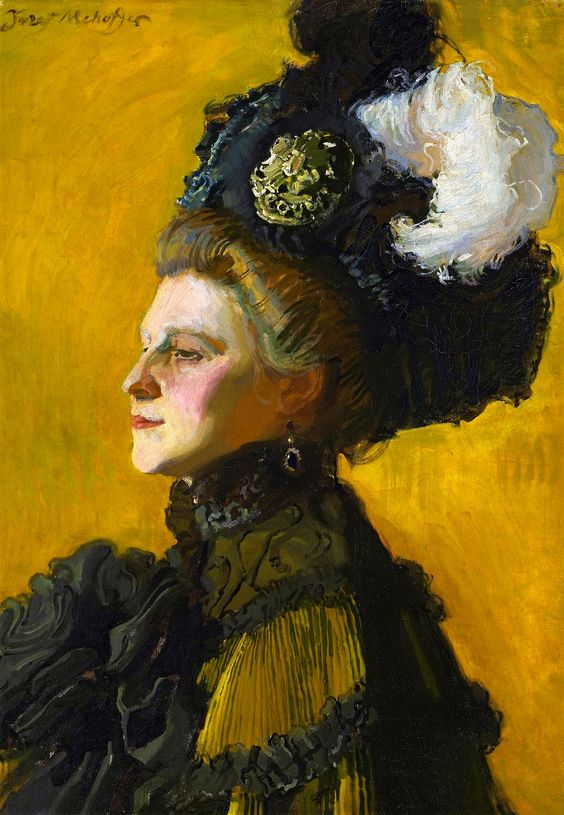
Йосип Мегоффер, Портрет дружини на жовтому тлі, 1907
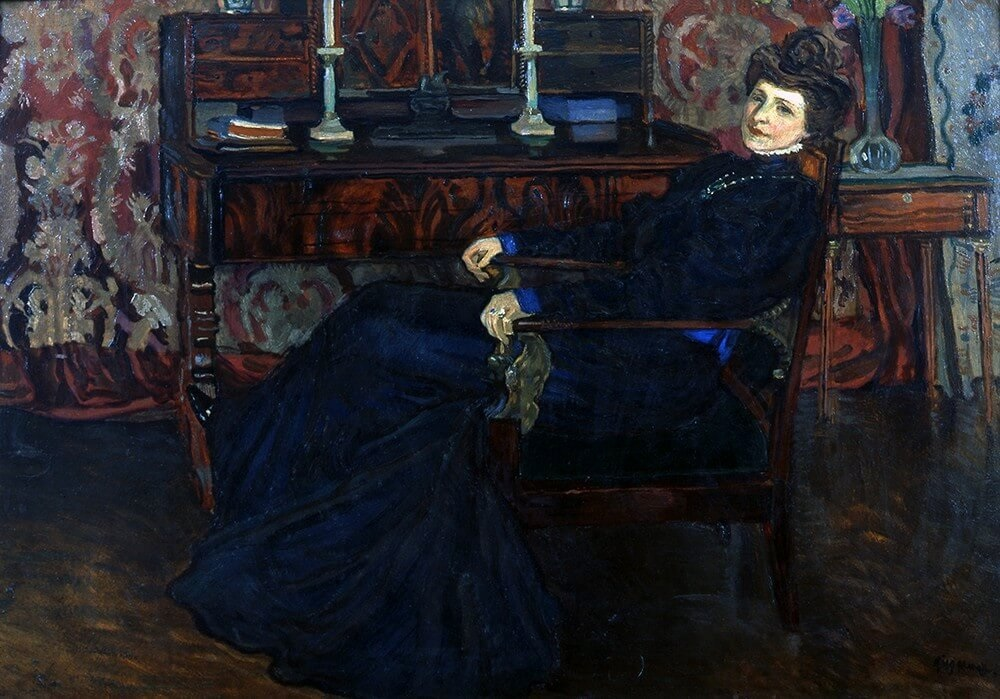
Юзеф Мегоффер, Портрет дружини, 1908
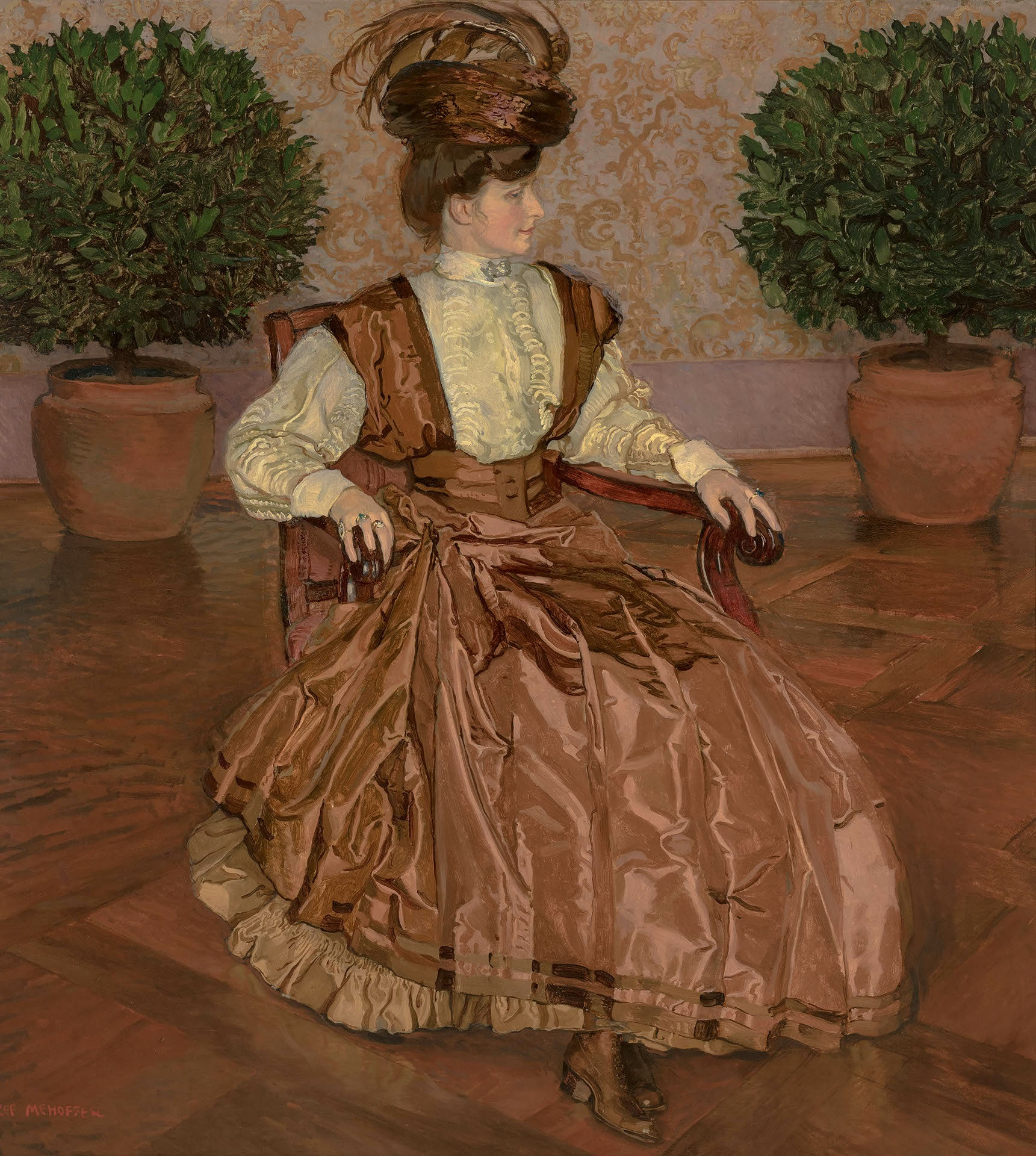
Юзеф Мегоффер, Портрет дружини (в лавровому залі), 1909